# Die Austernprinzessin
Die Austernprinzessin ist ein deutscher Stummfilm von Ernst Lubitsch aus dem Jahr 1919.

## Inhalt

### 1. Akt
Als Ossi, die Tochter des amerikanischen Austernkönigs Mister Quaker, aus der Zeitung erfahren muss, dass die Tochter des Schuhcremekönigs Mister Blakpott einen Grafen geheiratet hat, zerstört sie vor Wut die Inneneinrichtung ihres Zimmers. Erst als ihr Vater verspricht, ihr einen Prinzen zu kaufen, beruhigt sich der Backfisch. Heiratsvermittler Seligsohn erhält Quakers Brief mit der Bitte, seiner Tochter eine standesgemäße Partie zu besorgen, und entscheidet sich, ihr den Prinzen Nucki vorzuschlagen: Der ist zwar arm, aber schön. Nachdem Nucki, der zusammen mit seinem Freund Josef unter ärmlichsten Bedingungen lebt, Seligsohns Vorschlag gehört hat, schickt er Josef vor. Er soll schauen, wer die Braut ist und wie sie lebt.
Ossi schmollt unterdessen, weil sich auch nach anderthalb Stunden noch kein Ehemann eingefunden hat, und droht, das gesamte Quaker’sche Anwesen zu verwüsten.

### 2. Akt
Josef erscheint bei Quaker und gibt dem Diener aus der Not heraus eine Visitenkarte von Prinz Nucki. Man hält ihn nun für den Prinzen. Während Mister Quaker die Heiratsansichten seiner Tochter so egal sind, dass er sich bei Ankunft Josefs schlafen legt, macht sich Ossi für den vermeintlichen Prinzen schön. Sie nimmt ein ausgiebiges Bad, lässt sich massieren und ankleiden. Währenddessen langweilt sich Josef ungemein.
Als Ossi schließlich erscheint, ist sie von Josefs Aussehen zwar wenig begeistert, sieht jedoch darüber hinweg, weil er ein Prinz ist. Per Pferdekutsche fahren sie sofort zur Trauung, wo Josef erst gar nicht um seine Einwilligung zur Eheschließung gebeten und mit Ossi als „Prinz Nucki“ getraut wird. Schon auf der Rückfahrt bekommt Josef Ossis emanzipiertes Wesen zu spüren: Durfte er während der Hinfahrt noch neben ihr sitzen, muss er nun allein auf der Rückbank Platz nehmen. Im Palast Quakers angekommen, zeigen sich die Diener sehr belustigt, als ihnen Ossis neuer Mann vorgestellt wird.

### 3. Akt
Die Hochzeitsfeier fällt „bescheiden“ aus und findet nur „im engsten Familienkreis“ statt: Mehrere Dutzend Paare essen an der Festtafel und tanzen anschließend Foxtrott, nur Ossi muss mit einem Diener vorliebnehmen. Josef ist vom Überfluss an Speisen und Getränken so überwältigt, dass er sich hemmungslos betrinkt. Die erste Hochzeitsnacht fällt anders aus, als gedacht: Ossi weist ihrem neuen Mann ein eigenes Schlafzimmer zu und Mister Quaker zeigt sich enttäuscht, als er durchs Schlüsselloch nur Ossi mit ihrem Teddy im Arm sieht.

### 4. Akt
Prinz Nucki ist unterdessen mit seinen Freunden bummeln gewesen und wird am Morgen betrunken von einem Pferdekutscher aufgelesen. Der bringt ihn zum Anwesen der Quakers, wo gerade der „Verein der Milliardärstöchter zur Bekämpfung der Trunksucht“ ein Festfrühstück abhält, dessen Mitglieder nach Männern suchen, die sie heilen können. Als Prinz Nucki volltrunken in die Halle stolpert, reißen sich die Frauen um ihn, da ihn jede gerne heilen würde. Es kommt zu einem organisierten Boxkampf zwischen allen Frauen, den am Ende Ossi gewinnt.
Sie küsst den trunkenen Prinzen Nucki und lässt ihn zur Behandlung in ihr Schlafzimmer bringen, da Josef in seinem Schlafzimmer schläft. Ossi und Prinz Nucki haben sich spontan verliebt und sind beide unglücklich, weil Ossi bereits verheiratet ist. Erst Josef bringt die erlösende Nachricht: Ossi und Prinz Nucki sind verheiratet, da Josef ja als Prinz Nucki getraut wurde. Dem bescheidenen Hochzeitsessen folgt die Hochzeitsnacht und Mister Quaker zeigt sich zufrieden mit dem, was er durchs Schlüsselloch erkennt.

## Produktion
Die Dreharbeiten fanden im Ufa-Atelier Berlin-Tempelhof statt. Die Produktionskosten beliefen sich auf 250.000 Mark. Die Austernprinzessin wurde von der Zensur im Juni 1919 mit einem Jugendverbot belegt. Die Uraufführung des Films fand im Mai 1919 im U.T. Kurfürstendamm in Berlin statt.
Im Jahr 2006 erschien Die Austernprinzessin als einer von fünf Stummfilmen Lubitschs in der Ernst Lubitsch Collection auf DVD. Die digital restaurierte Filmfassung war dabei mit einer Komposition von Aljoscha Zimmermann unterlegt.

## Kritik
Die zeitgenössische Kritik meinte, Die Austernprinzessin sei „elegant und in einer Aufmachung gezeigt, wie nie zuvor in einem deutschen Lustspiel. […] Die Technik des Einschneidens der Bilder, der Großaufnahmen und der wirklich aus der Situation entstandenen Schlagertitel macht ihm bei uns niemand nach.“ Zwar seien Lubitschs Die Firma heiratet und Meyer aus Berlin „unsere besten Lichtspiele nach wie vor. Die Austernprinzessin ist unser größtes und elegantestes“.
Hervorgehoben wurde das „reizende“ Spiel Ossi Oswaldas: „Der Lockenkopf Ossi tobte sich als vasenzertöppernde Dollarmiß, als Spezialistin im Trunksuchtsheilverfahren, als Boxerin und liebende Braut aus, und Harry Liedtke und Julius Falkenstein assistierten ihr in allen Rollen zweckentsprechend.“
Das Lexikon des Internationalen Films bewertete Die Austernprinzessin als „reinste[n] ‚Comic Strip‘ – ein Millionär, der nicht einmal die Zigarette selbst halten muß, und eine Prinzessin, die, nur um die Tochter des Schuhcremekönigs zu übertrumpfen, einen Prinzen heiraten will. Nach Lubitschs eigener Aussage seine ‚erste Komödie mit einem definitiven Stil‘, der ‚Schritt von der Komödie zur Satire‘. Voller grotesker Komik und subtiler Gags. Lubitsch zeigt hier erstmals was in ihm steckt.“